# Pegomya minutisetaria
Pegomya minutisetaria är en tvåvingeart som beskrevs av Zhong 1985. Pegomya minutisetaria ingår i släktet Pegomya och familjen blomsterflugor. Inga underarter finns listade i Catalogue of Life.